# Phyllophorus hypsipyrgus
Phyllophorus hypsipyrgus is een zeekomkommer uit de familie Phyllophoridae.
De wetenschappelijke naam van de soort werd in 1881 als Orcula hypsipyrga gepubliceerd door Emil von Marenzeller. Het epitheton "hypsipyrga" is een transliteratie van het Griekse bijvoeglijk naamwoord ὑψιπυργος (hupsipurgos; in het Latijn ook voorkomend als "hypsipyrgus") en betekent "met hoge torens".